# Handens station
Handen är en station på Stockholms pendeltågsnät utmed Nynäsbanan och belägen i Handen i Haninge kommun mellan stationerna Vega och Jordbro. Den består av en mittplattform med biljetthallen förlagd till en gångviadukt i anslutning till en bussterminal och togs i bruk 1973. Bussterminalen är en viktig bytespunkt till och från tågen och ett nav för busstrafiken inom Haninge kommun. Stationen har cirka 7 500 påstigande en normal vardag under vinterhalvåret (2015). Antal påstigande vid hela terminalområdet har beräknats till 13 400.

## Historik
Den ursprungliga stationen, belägen några hundra meter längre norrut, öppnades i samband med Nynäsbanans invigning 1901. Den hette först Österhaninge station efter Österhaninge församling. I samband med att stationen byggdes fick den också ett postkontor och för att inte blandas samman med posten vid Österhaninge kyrka bytte station och post namn till Handen år 1913. Namnet uppskattades inte av lokalbefolkningen eftersom Handen bara var en stuga bredvid ett utskänkningsställe med dåligt rykte. Därför föreslogs Täckåker efter en större gård i närheten, men det avslogs.
Vid stationen fanns ett mindre lokstall. SL:s övertagande av trafikansvaret och införandet av pendeltågstrafik medförde stora förändringar. En helt ny station med tillhörande bussterminal anlades en bit söderut, godstrafiken avvecklades och flyttas till Jordbro. Den nuvarande anläggningen togs i bruk den 1 april 1973. På kommunens initiativ ändrades stationsnamnet 1989 till Haninge centrum, en ändring som ledde till en del förvirring. Centrumanläggningen med namnet Haninge Centrum låg inte i direkt anslutning till stationen och dessutom kallades bussterminalen fortfarande för Handenterminalen. Stationen återfick det gamla namnet Handen lagom till sommartidtabellen 2006.
Handen har den längsta perrongen på SL:s nät (fjärrtågsspår ej medräknade) på 320 meter. Den är extra lång för att förbinda de två gångbroarna, vars läge styrs av byggnaderna vid spåret.
Innan pendeltågen kom trafikerades Handen dels med tåg av motorvagnstyp och dels av bussar tillhörande Busstrafiken Stockholm-Södertörn, BSS, som gick från olika platser på Södertörn och i de flesta fall in till BSS-terminalen på Ringvägen/Götgatan på Södermalm i Stockholm.

## Bilder

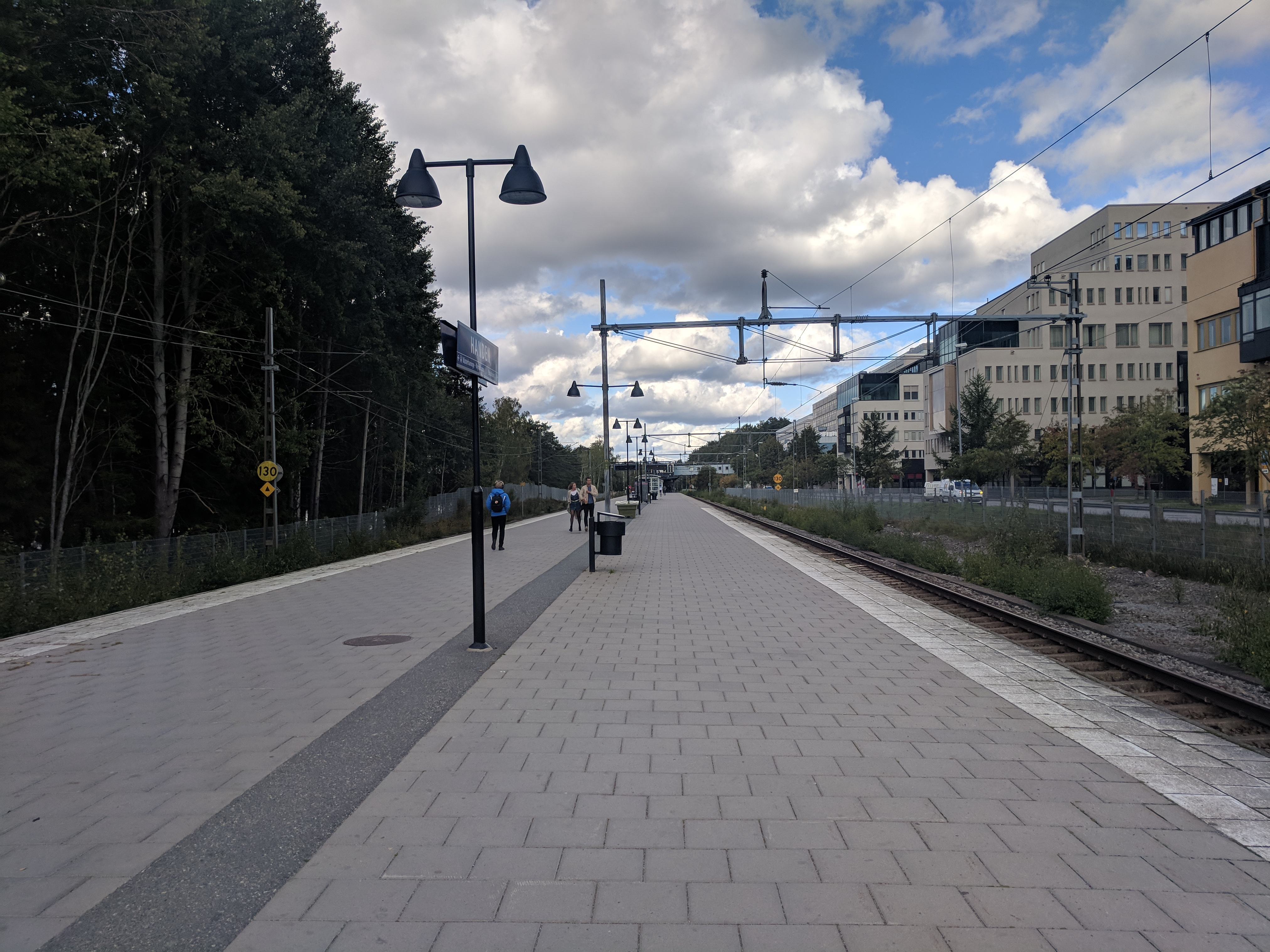
Perrongen
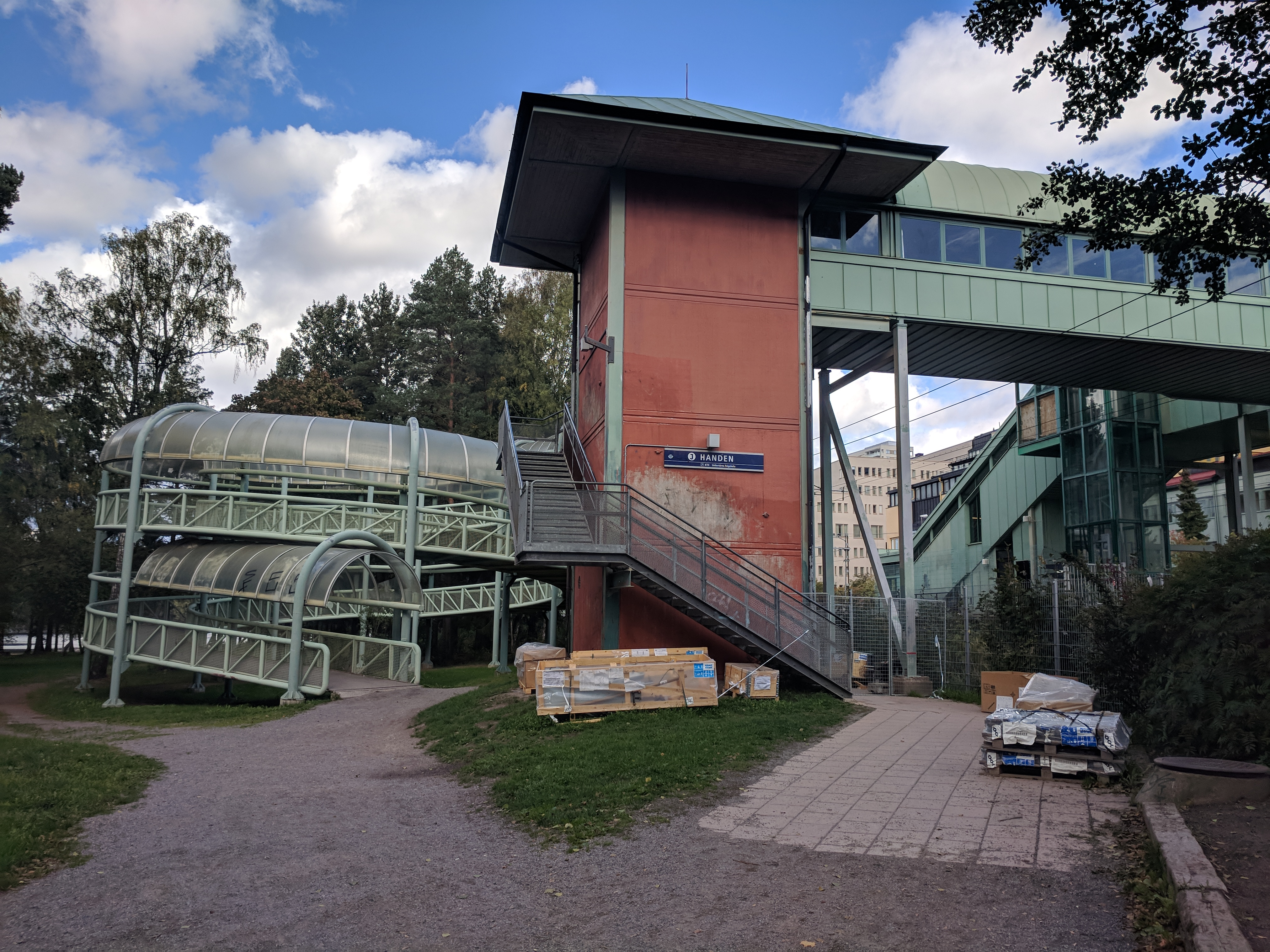
Ingång
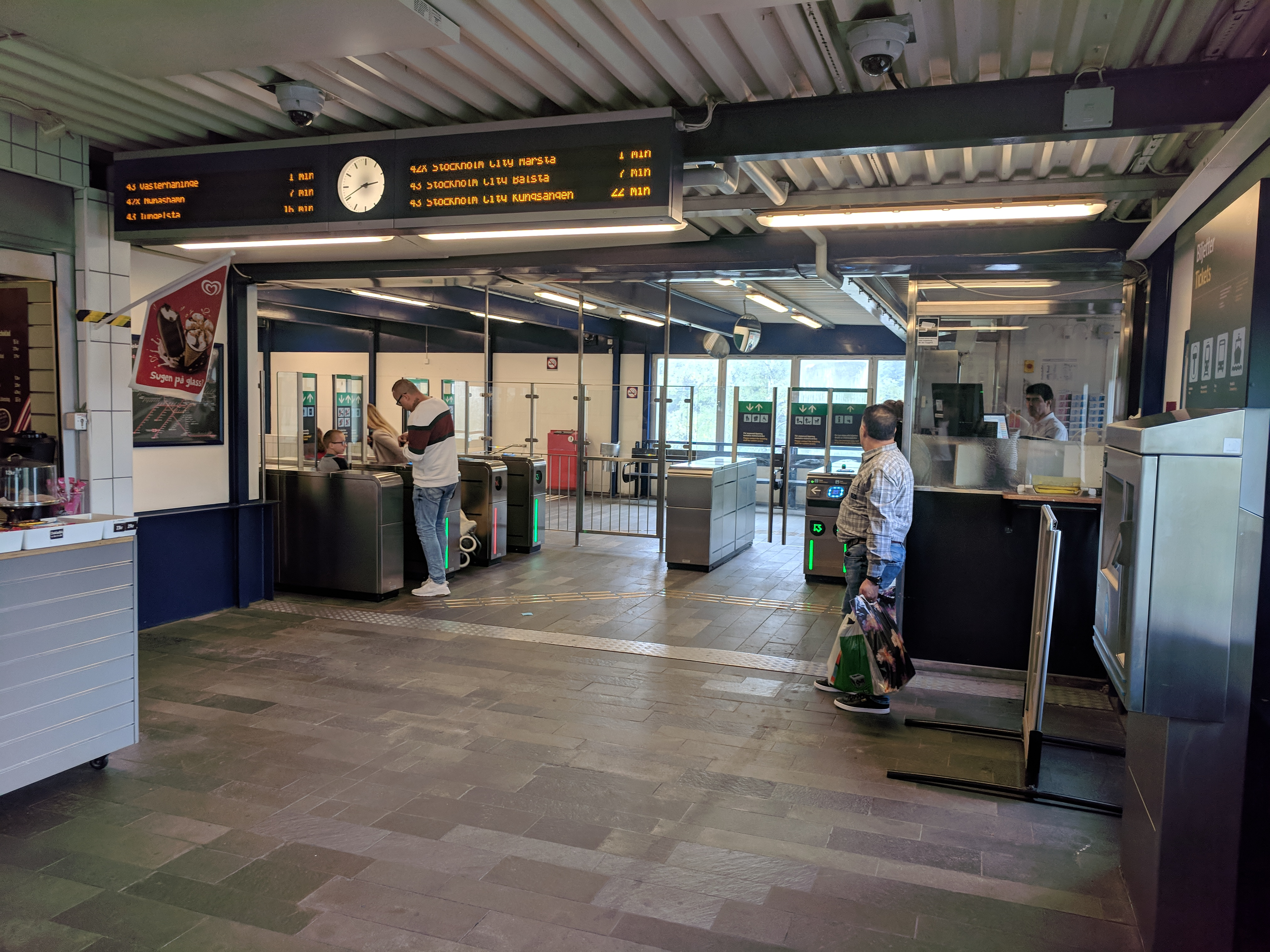
Biljetthallen
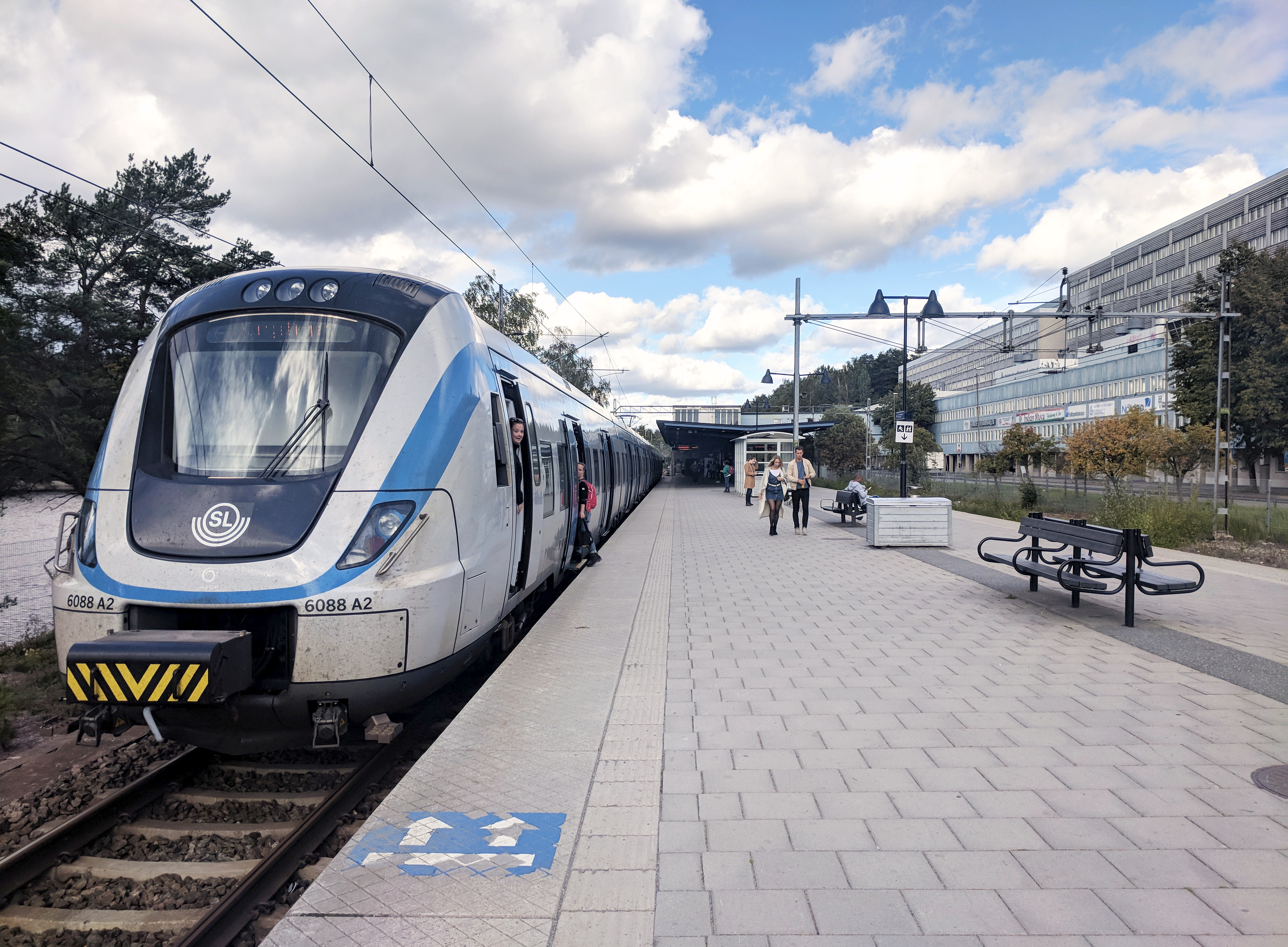
Pendeltåg på stationen
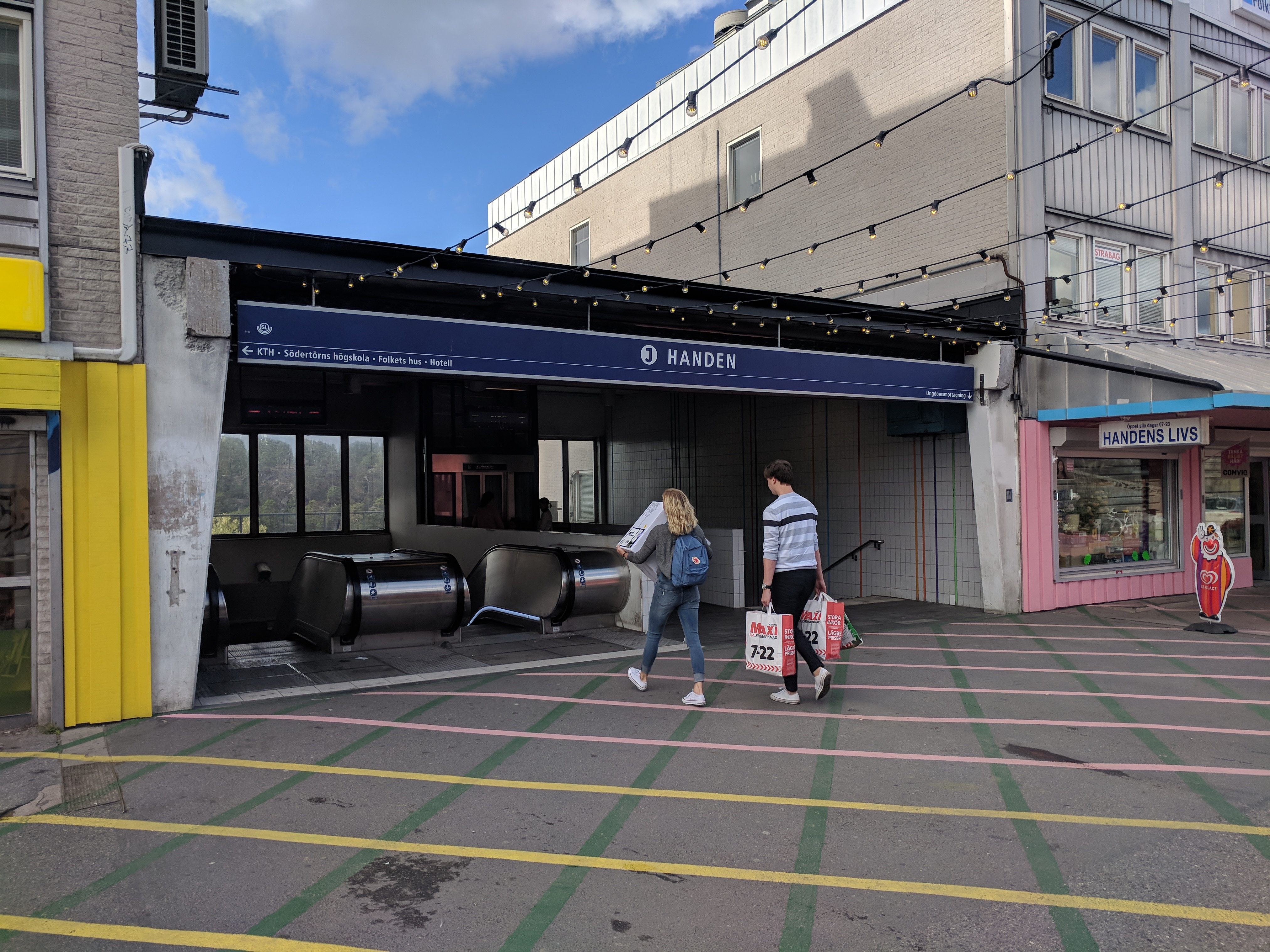
Ingång
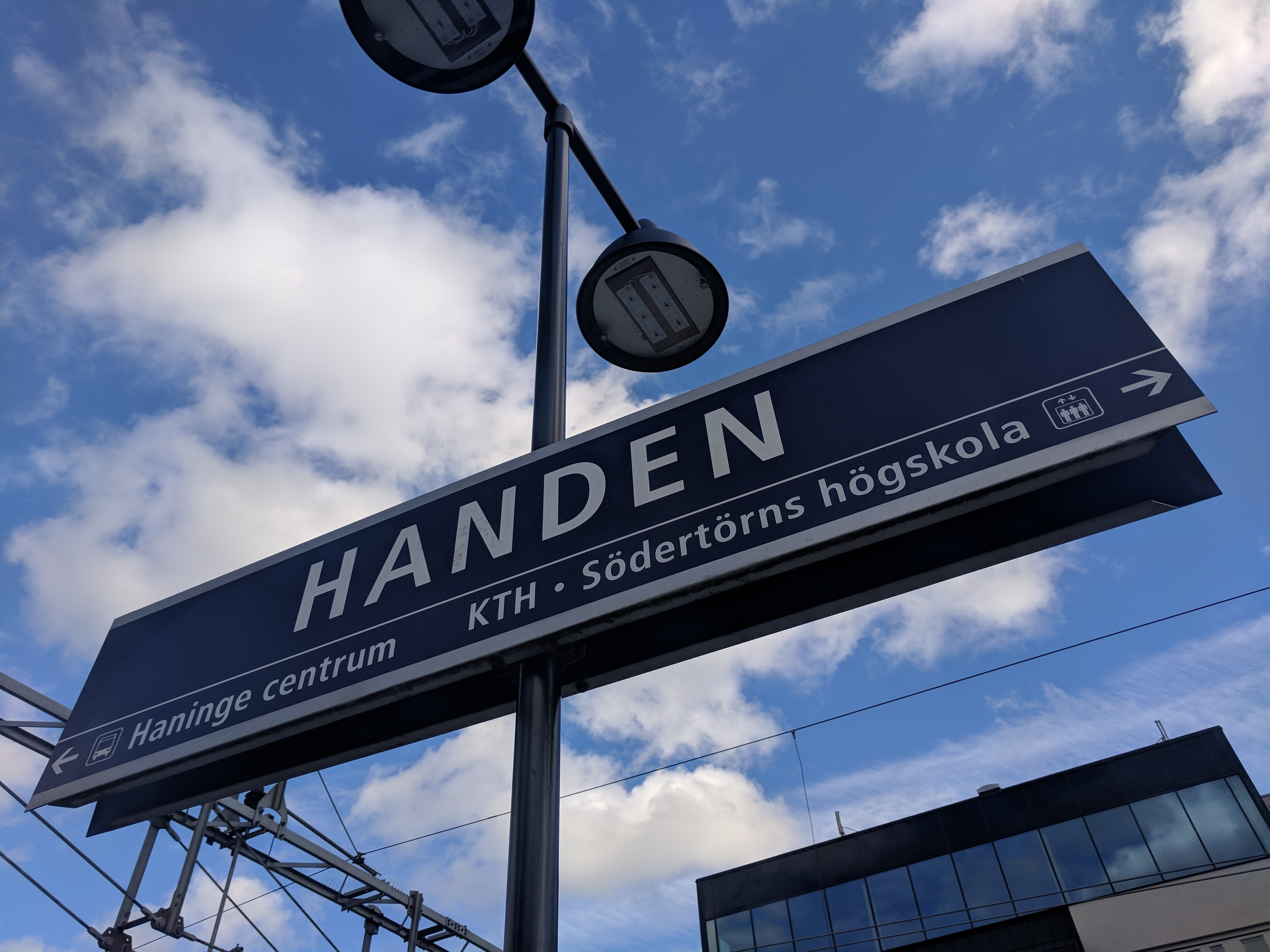
Stationsskylt